# Danish Atlas Khan
Danish Atlas Khan (* 2. Januar 1994 in Peschawar) ist ein ehemaliger pakistanischer Squashspieler.

## Karriere
Danish Atlas Khan begann seine Karriere 2008 und gewann acht Titel auf der PSA World Tour. Bei den Asienspielen 2010 gewann er mit der pakistanischen Nationalmannschaft die Goldmedaille. Mit dieser wurde er 2014 zudem Asienmeister. Seine höchste Platzierung in der Weltrangliste war Rang 65 im Juni 2014.
Sein Bruder Aamir ist ebenfalls Squashspieler. Beide sind die Neffen von Jansher Khan.

## Erfolge
- Asienmeister mit der Mannschaft: 2014
- Asienspiele: 1 × Gold (Mannschaft 2010)
- Gewonnene PSA-Titel: 8